# Pulmonaria
Genre
Classification APG III (2009)
Pulmonaria est un genre de plantes de la famille des Boraginaceae.
Ces plantes sont des espèces herbacées vivaces à grandes feuilles basales et à feuilles caulinaires plus petites. Les feuilles continuent à grandir après la floraison. Dans plusieurs espèces, elles sont maculées de blanc. L'ensemble de la plante est velu, à poils rudes à soyeux.
Les fleurs se présentent en racèmes de cymes terminales. Comme c'est le cas pour beaucoup de Boraginacées, leur couleur varie du rose au bleu. La plante possède un calice tubulé, généralement très velu à cinq dents. En outre, la corolle est en entonnoir présentant cinq lobes avec à la gorge cinq petites touffes de poils entourant les étamines.
Le fruit est composé de quatre nucules monospermes indéhiscentes.

## Étymologie
Ces espèces sont souvent appelées « Pulmonaires ». Elles doivent leur nom au fait que les taches éparses sur les feuilles évoquent les alvéoles du poumon (à l'exception de Pulmonaria obscura qui n'a pas de taches). La racine de ces espèces était censée guérir les maladies du poumon (Végèce donnait le nom de pulmonaria radicula à l'une d'entre elles) en vertu de la théorie des signatures.
Selon la légende, les traces blanches des feuilles sont les gouttes de lait que la vierge Marie laissa tomber en allaitant son fils Jésus lors de la fuite en Égypte.

## Liste des espèces
Selon The Germplasm Resources Information Network

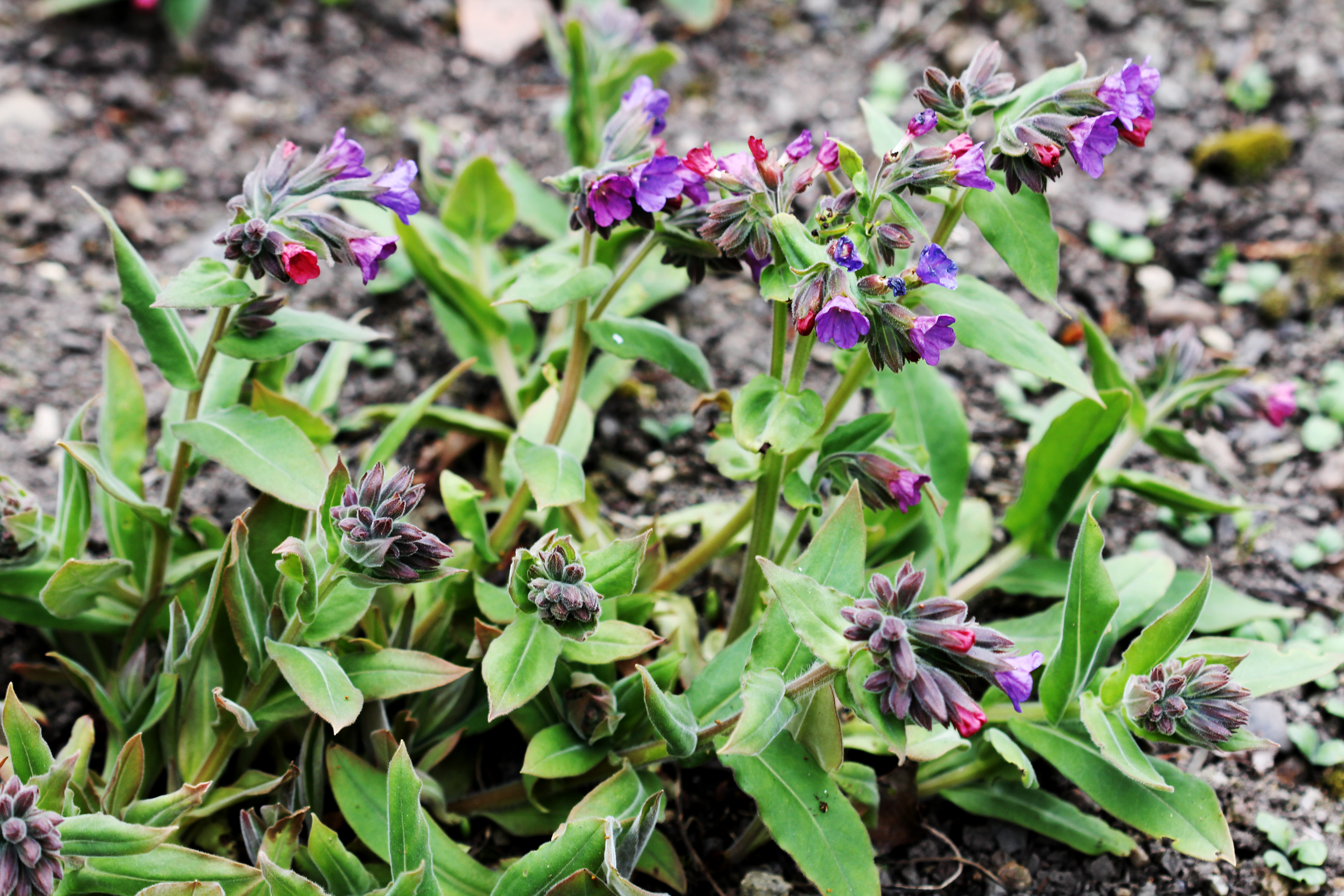
Pulmonaria montana la Pulmonaire des montagnes

- Pulmonaria affinis Jord. - Pulmonaire semblable
- Pulmonaria angustifolia L.
- Pulmonaria dacica Simonk.
- Pulmonaria filarszkyana Jáv.
- Pulmonaria helvetica Bolliger
- Pulmonaria kerneri F.Wettst.
- Pulmonaria longifolia (T.Bastard) Boreau - Pulmonaire à longues feuilles
- Pulmonaria mollis Wulfen - Pulmonaire molle
- Pulmonaria montana Lej. - Pulmonaire des montagnes
- Pulmonaria obscura Dumort. - Pulmonaire sombre
- Pulmonaria officinalis L. - Pulmonaire officinale
- Pulmonaria rubra Schott
- Pulmonaria saccharata Mill. - Pulmonaire saupoudrée
- Pulmonaria stiriaca A.Kern.
- Pulmonaria vallarsae A.Kern.
- Pulmonaria visianii Degen & Lengyel

## Symbolique

### Calendrier républicain
Dans le calendrier républicain, la Pulmonaire était le nom attribué au 19e jour du mois de pluviôse.

## Collection vivante
La pépinière-jardin botanique du Beau Pays dans le Pas-de-Calais détient une collection de Pulmonaires horticoles qui compte environ 85 espèces et cultivars, et qui est labellisée « Collection nationale » par le Conservatoire des collections végétales spécialisées depuis 2016.